# 49272 Bryce Canyon
49272 Bryce Canyon è un asteroide della fascia principale. Scoperto nel 1998, presenta un'orbita caratterizzata da un semiasse maggiore pari a 2,6335495 UA e da un'eccentricità di 0,2169521, inclinata di 12,45080° rispetto all'eclittica.